# 30406 Middleman
30406 Middleman este un asteroid din centura principală de asteroizi.

## Descriere
30406 Middleman este un asteroid din centura principală de asteroizi. A fost descoperit pe 27 mai 2000 la Socorro, New Mexico, în cadrul proiectului LINEAR. Asteroidul prezintă o orbită caracterizată de o semiaxă mare de 2,25 ua, o excentricitate de 0,11 și o înclinație de 3,6° în raport cu ecliptica.